# William Birdwood
William Riddell Birdwood, 1.º Barão de Birdwood, GCB, GCSI, GCMG, GCVO, CIE, DSO (13 de setembro de 1865 - 17 de maio de 1951) foi um Marechal-de-campo do Exército Britânico. Ele prestou serviço activo na Segunda Guerra dos Bôeres como parte do comando de Lord Kitchener. Ele entrou em acção novamente na Primeira Guerra Mundial como Comandante do Corpo do Exército da Austrália e da Nova Zelândia durante a Campanha de Gallipoli em 1915, liderando os desembarques na península e a evacuação no final do ano, antes de se tornar Comandante-em-chefe do Quinto Exército na Frente Ocidental durante os estágios finais da guerra. Ele passou a general comandando o Exército do Norte na Índia em 1920 e Comandante-em-chefe na Índia em 1925.